# Любов та покарання
«Любов та покарання» (тур. Aşk ve Ceza) — турецький драматичний телесеріал, що транслювався на телеканалі ATV з 5 січня 2010 по 27 червня 2011 року. Головні ролі виконували: Нурґюль Єшільчай, Мурат Їлдирим, Томріс Інджер, Феріде Четін, Гекчен Янардаг. Серіал знятий у Вані, Бодрумі та Стамбулі.
У 2011 року транслювався у Хорватії на телеканалі Nova TV; у Сербії показується з 8 січня 2013-го на 1PRVA, в Грузії на TV Maestro — з 15 квітня, в Україні — з 23 вересня на 1+1.
Головна тема серіалу — боротьба між традиціями поколінь і коханням молодих людей, що спалахнуло раптово.

## Сюжет
Молода жінка одного разу виявляє свого нареченого в ліжку з іншою жінкою. Оскільки це відбувається за кілька днів до весілля, вона втрачає нареченого, віру у відданість і любов, мріє помститися. Вона йде до бару і там знайомиться з молодою людиною, вони проводять разом незабутню ніч. Уранці в обох одночасно виникає почуття любові та ненависті.
У цього молодого чоловіка трапилася аналогічна історія: він також колись кохав, але дівчина зникла, від неї залишився тільки кулон. Він — людина з дуже багатої і шанованої у високих колах сім'ї. Його родина володіє власним бізнесом, він бере в цьому чималу участь. Пізніше дізнається, що гроші заробляються незаконним шляхом та вирішує зробити нововведення, щоб бізнес став легальним. Згідно старим засадам і традиціям, він повинен одружитися з жінкою свого покійного брата.
Пізніше долі жінки та чоловіка перетинаються ще раз, вони стикаються з заплутаною боротьбою, прихованими таємницями і складним вибором між традиціями та коханням. 

## Акторський склад
- Нурґюль Єшільчай — Ясемін Балдар Устюн
- Мурат Їлдирим — Саваш Балдар
- Томріс Інджер — Шахнур Балдар
- Феріде Четін — Чічек Балдар Моран
- Гьокче Янардаг — Назан Балдар
- Халіл Ібрагім Арас — Мустафа Балдар
- Керем Атабейоглу — Абдулькадір Пала
- Еркан Бекташ — Явуз Моран
- Емрах Ельчібога — Ешреф
- Джанер Куртаран — Мехмет
- Халіль Кумова — Ахмет Моран
- Зейнеп Бешерлер — Надія
- Назан Кирилміс — Севґі
- Сеннур Кая — Лейла Устюн
- Аху Ягту — Пелін
- Озлем Джонкер — Джейда
- Сенк Ертан — Бора
- Сінан Тузджу — Хакан
- Октай Ґюрсой — Джем
- Едже Хакім — Ляра
- sibel cobor - daniela baldar
- ebru cobor - Adriana baldar

## Український дубляж
Українською мовою серіал дубльовано студією «1+1» у 2013 році.

## Трансляція в Україні
- Вперше серіал транслювався з 23 вересня по 27 грудня 2013 року на телеканалі 1+1. З 23 вересня, з понеділка по четвер о 20:15 по одній серії. З 14 жовтня, у будні о 17:10 по одній серії.

## Виробництво
Зйомки телесеріалу були ускладнені через поведінку головної актриси Нурґюль Єшлчай: вона поводилася по-зірковому і постійно вередувала, чим створювала проблеми режисерові Кудрету Сабанджі та кінематографічній групі. Попри це партнер Нурґюль по знімальному майданчику Мурат Йїлдирим прокоментував: «Нурґюль  — хороша актриса, і з нею приємно працювати».

## Критика
Рейтинг серіалу на IMD становить 4.5/10.